# Agria Park
Az Agria Park Eger bevásárlóközpontja, amely 2008 márciusában nyitotta meg kapuit.

## Története
A területen korábban a városi vásártér helyezkedett el, majd 1896-ban itt épült fel az Egri Dohánygyár, amely 2004-ben szűnt meg. Az épületkomplexum később a Wallis Ingatlan Zrt.-hez került, a bevásárlóközpont alapkövét 2007 februárjában tették le.
Az építés során ügyeltek arra, hogy a korábbi gyárépület egyes részeit helyreállítsák és beépítsék a bevásárlóközpontba. Így sikerült megőrizni a víztornyot illetve a Törvényház és Vörösmarty utca felőli épületeket. Egy mintegy 500 férőhelyes mélygarázs is kialakításra került. A plázában található fitness-terem, egy három termes mozi, számos vendéglátó egység és étterem, valamint bérelhető irodákat is kialakítottak a Vörösmarty utcai szárnyban. 2012-ben itt nyílt meg az ország első plázakönyvtára. A pláza parkjában Zsolnay díszkút, játszótér és szökőkút is található.
Az épület megnyitójára 2008. március 7-én került sor.